# Рибчак Стефанія Григорівна
Стефанія Григорівна Рибчак (15 січня 1888, м. Бучач, Королівство Галичини та Володимирії, Австро-Угорщина — 18 квітня 1919, м. Кристинопіль, ЗУНР, тепер м. Шептицький, Львівська область) — медсестра УСС та УГА. Сестра управительки шпиталю УСС Ірени Домбчевської.

## Життєпис

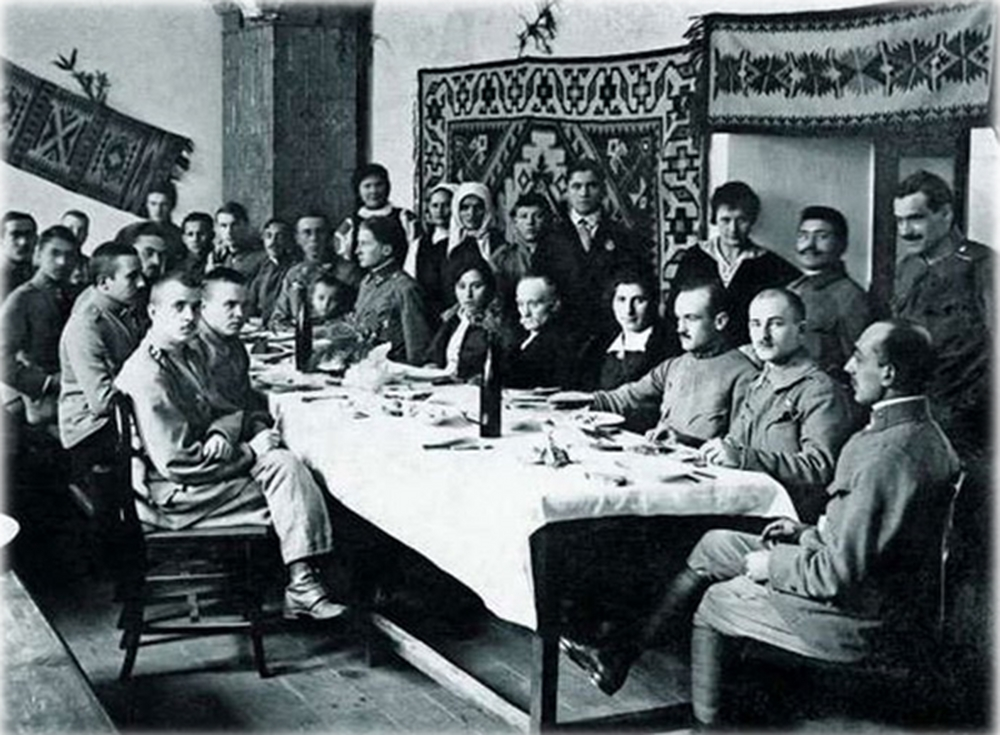
Іван Франко у Притулку УСС. На фото ліворуч від нього медсестра-опікунка Стефанія Рибчак, праворуч управителька Притулку Ірена Домбчевська, другий справа від Франка лікар Володимир Щуровський

Народилася 15 січня 1888 в місті Бучачі (нині Тернопільська область) у сім'ї священика. Батько її був відомим громадським діячем, а згодом капеланом УГА, а сестра Ірина Домбчевська відомою громадською активісткою та управителькою шпиталю Українських січових стрільців.
Під час Першої світової війни пройшла курси медсестер, організовані її сестрою Іриною та вступила до УСС на посаду сестри-жалібниці в Притулок-шпиталь. Опікувалася Іваном Франком.
Під час листопадових боїв 1918 року УГА з поляками за Львів надавала медичну допомогу нашим воїнам у військовому шпиталі в приміщенні духовної семінарії. Також працювала в  Самаритянській секції Українського горожанського комітету, яка опікувалася пораненими й полоненими українськими військовими.
У грудні 1918 року за дорученням членів Української Національної Ради ЗУНР, які перебували у Львові, нелегально перейшла разом із Стефанією Пашкевич бойову лінію для налагодження контакту з урядом ЗУНР. Після виконання місії приєдналася до 9-ї Белзьської бригади УГА. Навесні 1919 працювала медсестрою в польовому шпиталі цієї бригади у місті Кристинопіль (нині Шептицький Львівської області). Займалась лікування хворих на тиф, від яких і сама заразилась та померла 18 квітня 1919 року. Похована в Шептицькому з військовими почестями.

### Могила
На її могилі філією «Товариства охорони воєнних могил» у Сокалі в 1930-х роках був встановлений бетонний пам'ятник у формі обеліска. На ньому висічено напис: «Як любо вмирати за Батьківщину. Від мене вчися!».
Місцева громадська ініціатива відновлення могил «Незнаному вояку» вважає це поховання унікальним, оскільки більшість подібних українських військових поховань були зруйновані у польський чи радянський періоди. Також обеліск має мистецьку цінність, тому що більшість надгробків «Товариства охорони воєнних могил» є цікавим зразком каменярської роботи.

## Вшанування пам'яті
- Львівська обласна рада внесла відзначення 135-ти річчя від дня народження Стефанії Рибчак до «Переліку пам'ятних історичних і скорботних дат та ювілеїв визначних особистостей на 2023 рік».[6]